# Weberocereus glaber
Weberocereus glaber är en kaktusväxtart som först beskrevs av Eichlam, och fick sitt nu gällande namn av Gordon Douglas Rowley. Weberocereus glaber ingår i släktet Weberocereus och familjen kaktusväxter.

## Underarter
Arten delas in i följande underarter:
- W. g. glaber
- W. g. mirandae

## Bildgalleri

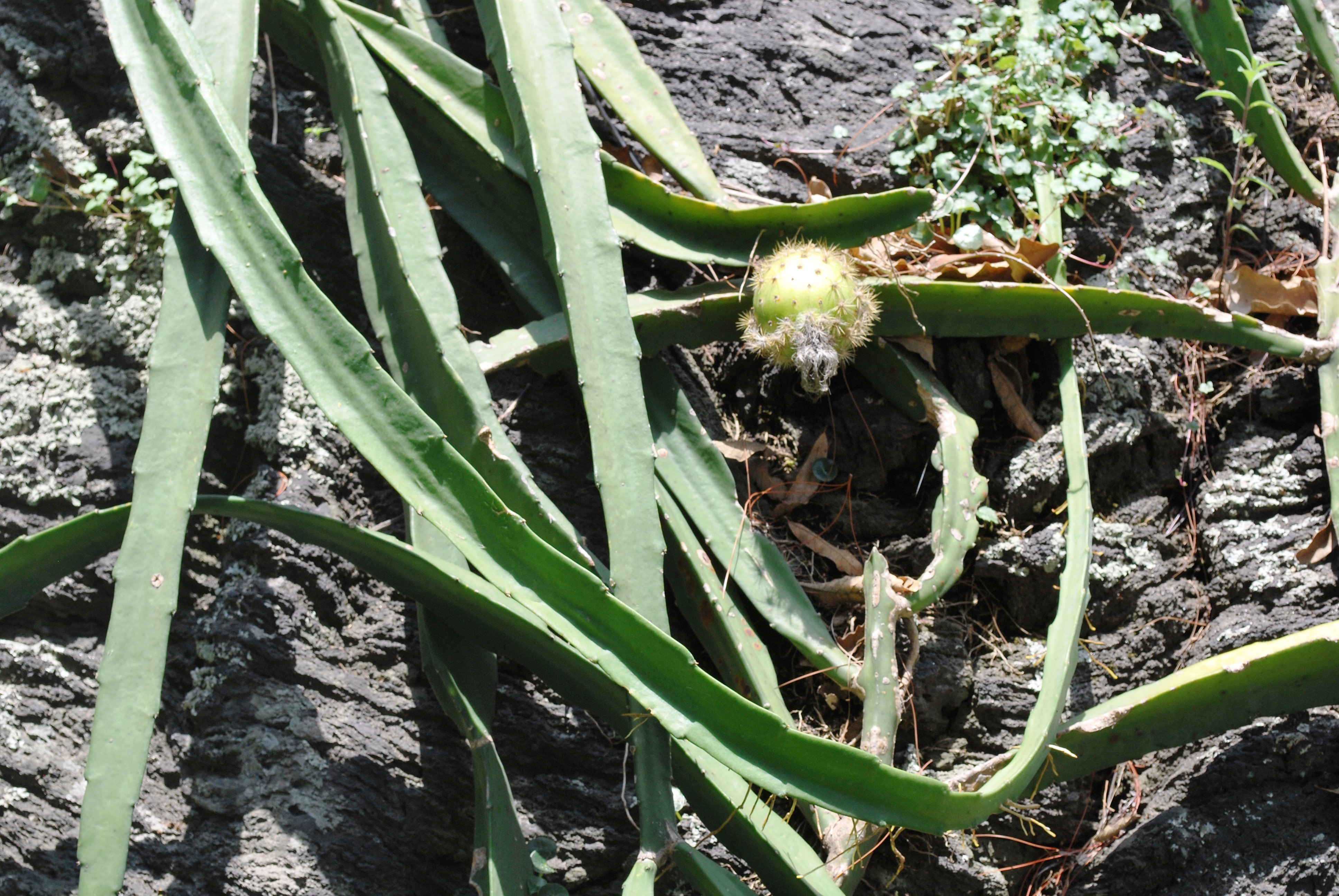
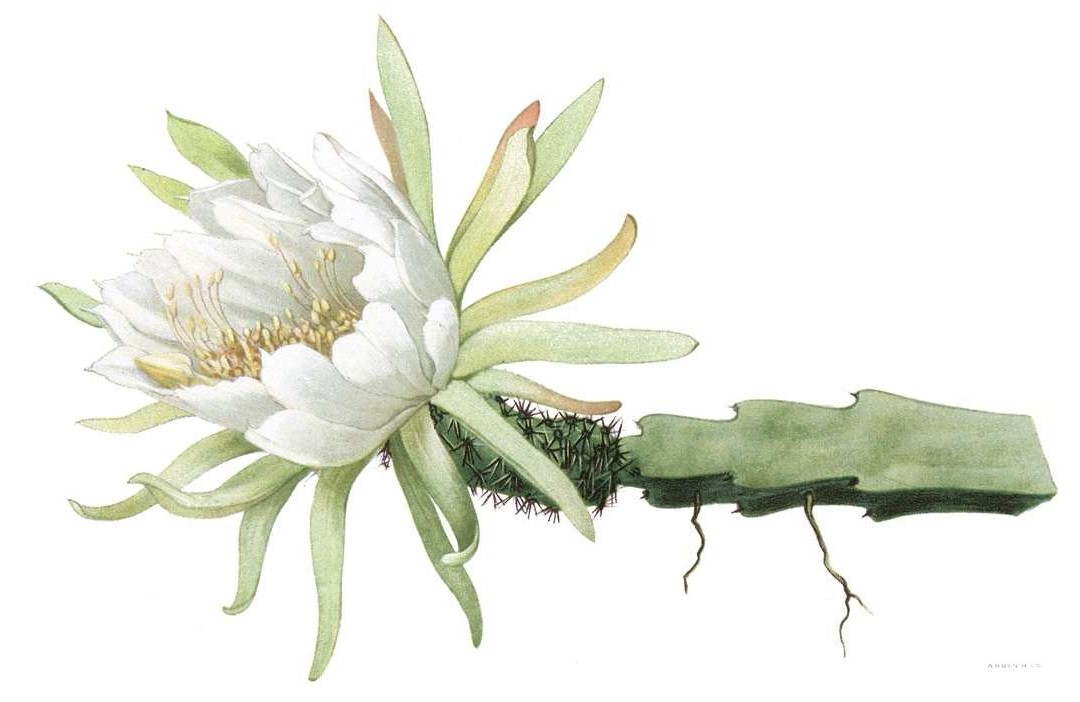
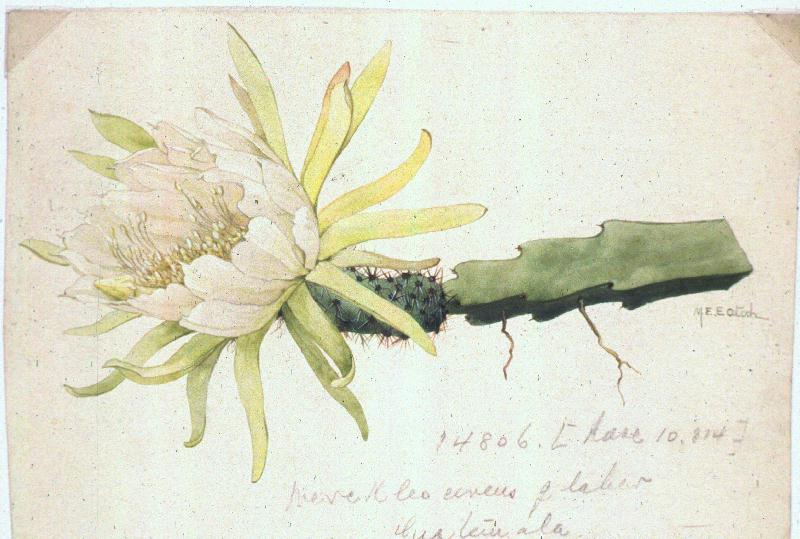
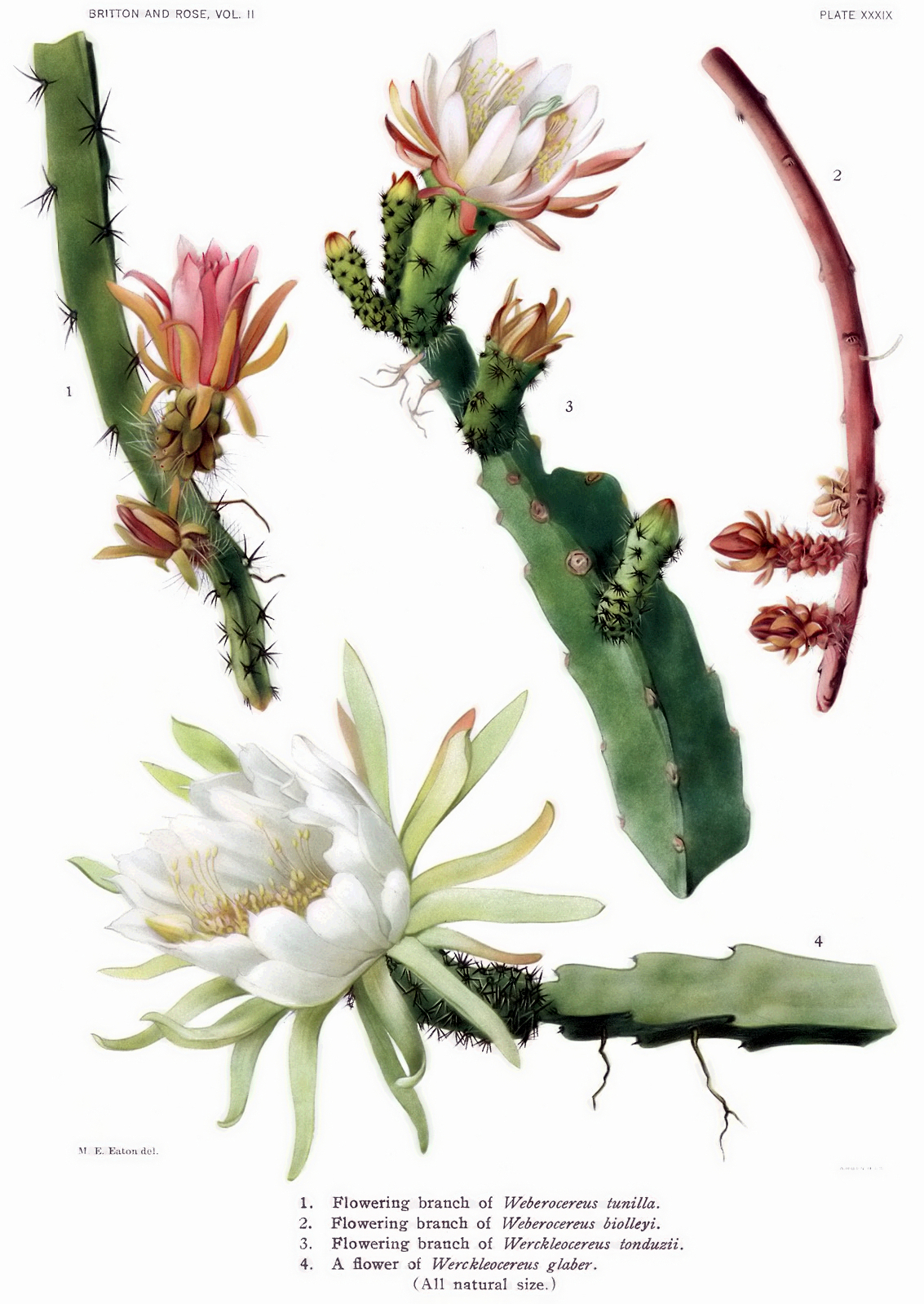